# Симон де Даммартен
Симон де Даммартен (фр. Simon de Dammartin; 1180 — 21 сентября 1239) — граф Омаля 1205—1211, 1234—1239, граф Понтье и Монтрей (по праву жены) с 1231, третий сын графа Даммартена Обри III и Матильды (Мабиль) де Клермон.

## Биография
Точный год рождения Симона неизвестен. Он был младшим из сыновей графа Даммартена Обри III. Симон появляется в источниках в конце XII века. Тогда граф Обри III де Даммартен вместе с сыновьями отправился в Англию к королю Ричарду I Львиное Сердце, а после его смерти остался на службе у его брата и преемника, короля Иоанна Безземельного. Обри умер в 1200 году, после чего Симон и его старший брат Рено возвратились во Францию, где принесли оммаж королю Филиппу II Августу, который щедро наградил братьев. В 1204 году король Франции передал Рено де Даммартену графство Омаль, но в 1206 году обменял его на графство Мортен, передав Омаль Симону. Кроме того, в 1208 году король женил Симона на своей племяннице Марии де Понтье, дочери и наследнице графа Гильома II де Понтье и сводной сестры Филиппа II Августа Алисы Французской.
Однако в 1212 году из-за конфликта Рено с королём Филиппом II Августом братья перешли на службу к королю Англии Иоанну Безземельному. На его стороне они приняли участие в битве при Бувине, в которой англо-гвельфская армия Иоанна Безземельного и императора Священной Римской империи Оттона IV Брауншвейгского была разбита французской армией под командованием Филиппа II Августа. Рено де Даммартен при этом попал в плен, а Симон бежал. Их владения были конфискованы королём Франции. Часть из них, включая Омаль, король передал своему сыну Филиппу Юрпелю, женатому на дочери Рено.
После смерти в 1221 году графа Гильома II де Понтье король Филипп II Август аннексировал и графство Понтье, наследство Марии, жены Симона.
После смерти короля Филиппа II Августа Симон в 1223 оду попытался отвоевать Понтье, для чего с набранной армией высадился во Франции и захватил Аббевиль. Однако новый король Людовик VIII выслал армию к Аббевилю, жители которого открыли ей ворота. Симон был вынужден погрузиться обратно на корабль и бежать.
Но Мария де Понтье ценой тяжёлых уступок французской короне смогла договориться с королём Людовиком о возвращении ей Понтье. Она передала королю Дуллан и Сен-Рикье, отказалась от прав на графство Алансон, обязалась не восстанавливать разрушенные королём крепости, а также дала обещание не выдавать замуж своих старших дочерей без согласия короля. Позже смог получить прощение и Симон, согласившись на условия договора Людовика и Марии.
После смерти в 1234 году Филиппа Юрпеля Симону было возвращено и графство Омаль.
В 1234 году король Англии Генрих III, желавший отвоевать у Франции Нормандию, отобранную в 1204 году королём Филиппом II Августом у Иоанна Безземельного, нуждался в базе для вторжения на континент. Такой идеальной базой для вторжения могло бы стать графство Понтье. Поэтому у него возник план — жениться на Жанне, старшей дочери и наследнице Симона. После того, как Симон и Мария дали согласие на брак, Генрих запросил папское разрешения на брак — поскольку Жанна приходилась Генриху близкой родственницей, разрешение было необходимым.
Однако в брачные планы Генриха вмешалась Бланка Кастильская. Она отправила в Рим официальную жалобу, сообщая о том, что брак Генриха и Жанны недопустим по каноническому праву. Кроме того, Бланка от имени своего сына-короля напомнила Симону об обещании, данном королю Людовику VIII, не выдавать старших дочерей замуж без королевского согласия, пригрозив в случае заключения брака вновь лишить Симона и Марию владений. В итоге брак был расстроен, а Генрих в 1236 году женился на Элеоноре Прованской.
В конце 1235 года умерла Елизавета фон Гогенштауфен, жена короля Кастилии и Леона Фернандо III, племянника Бланки Кастильской. Обеспокоенная тем, что Фернандо мог оказаться вовлечён в союз против Франции, Бланка решила женить его вторично. Выбор пал на Жанну де Даммартен, руку которой Бланка предложила своему племяннику. Симон был вынужден согласиться. Брак был заключён в октябре 1237 года. Одновременно Бланка могла гарантировать, что богатые владения, наследницей которых была Жанна, не перейдут в руки противников короля Франции. И, поскольку у Фернандо от первого брака уже было несколько детей, то вероятность того, что владения Жанны будут присоединены королями Кастилии и Леона, была мала.

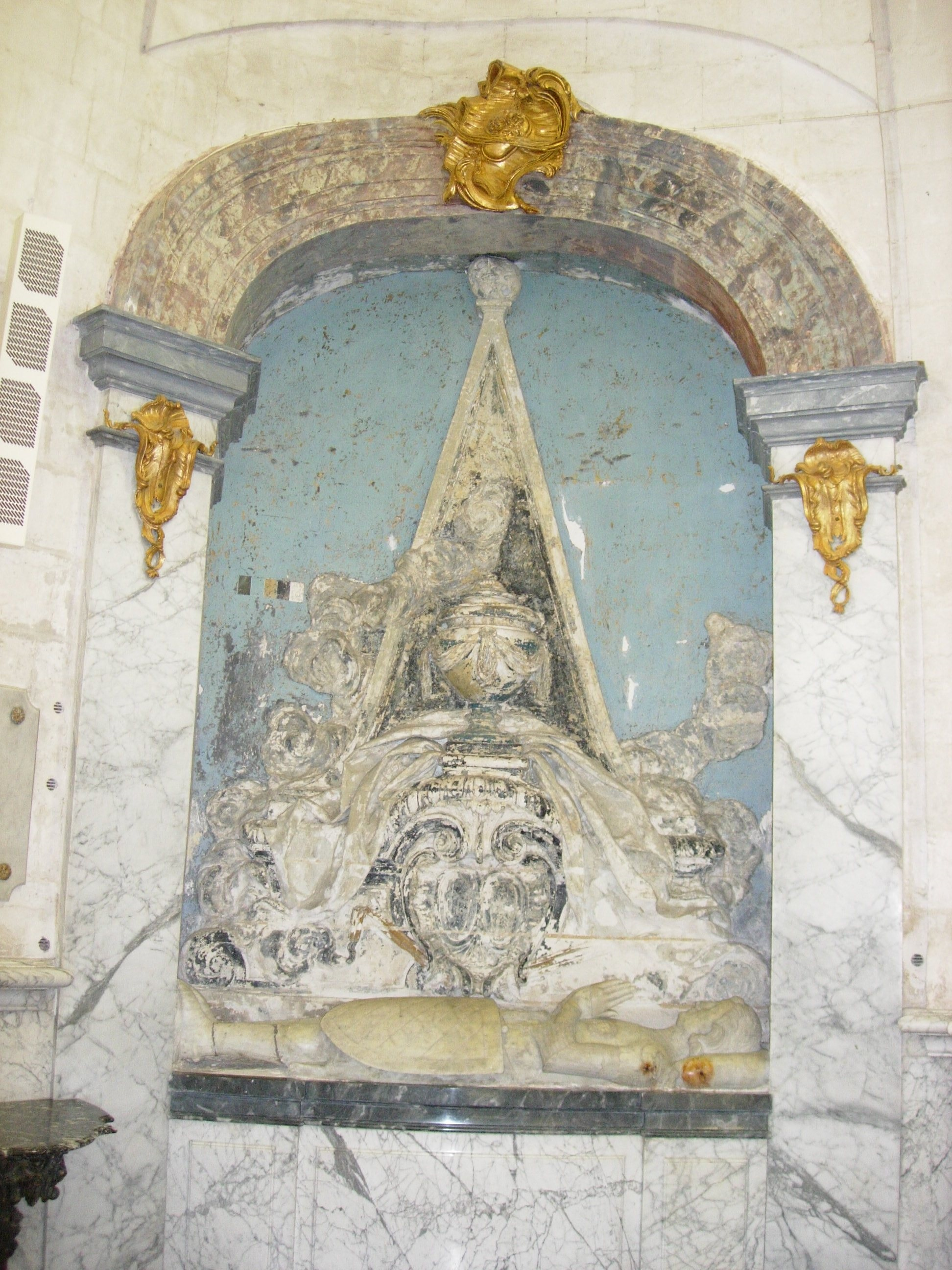
Могила Симона де Даммартена

Симон умер 21 сентября 1239 года и был похоронен в аббатстве Валлуар. Его наследницей стала дочь Жанна.

## Семья

### Брак и дети
Жена: с 1208 Мария де Понтье (до 17 апреля 1199 — сентябрь 1250), графиня Понтье и Монтрей, дочь графа Понтье Гильом II Талва и французской принцессы Алисы, дочери короля Людовика VII. Дети:
- Жанна (ок. 1220 — 15 марта 1279), графиня Омальская с 1239, графиня Понтье и Монтрей с 1250; 1-й муж: с 1237 Фернандо III Святой (30 июля/5 августа 1201 — 30 мая 1252), король Кастилии с 1217, король Леона с 1230; 2-й муж: с мая 1260/9 февраля 1261 Жан де Нель (ум. 2 февраля 1292), сеньор де Фалви и де ла Ерель
- Матильда (ум. после января 1257); муж: после августа 1237 Жан де Шательро (ум. до 1290), виконт де Шательро, сеньор де Сонноа и де Монтгомери
- Филиппа (ум. между 14 апреля 1278 и 1281); 1-й муж: с ок. 1239/1240 Рауль II де Лузиньян (ум. 1/2 сентября 1246), сеньор д’Иссуден, граф д'Э; 2-й муж:  после ноября 1246 Рауль II (ум. 6 апреля 1250), сеньор де Куси, де Марль и де ла Фер; 3-й муж: с 1252/1254 Оттон II (ум. 10 января 1271), граф Гельдерна
- Мария; муж: до 15 декабря 1241 Жан II (ум. 1251), граф де Руси